# تخلل

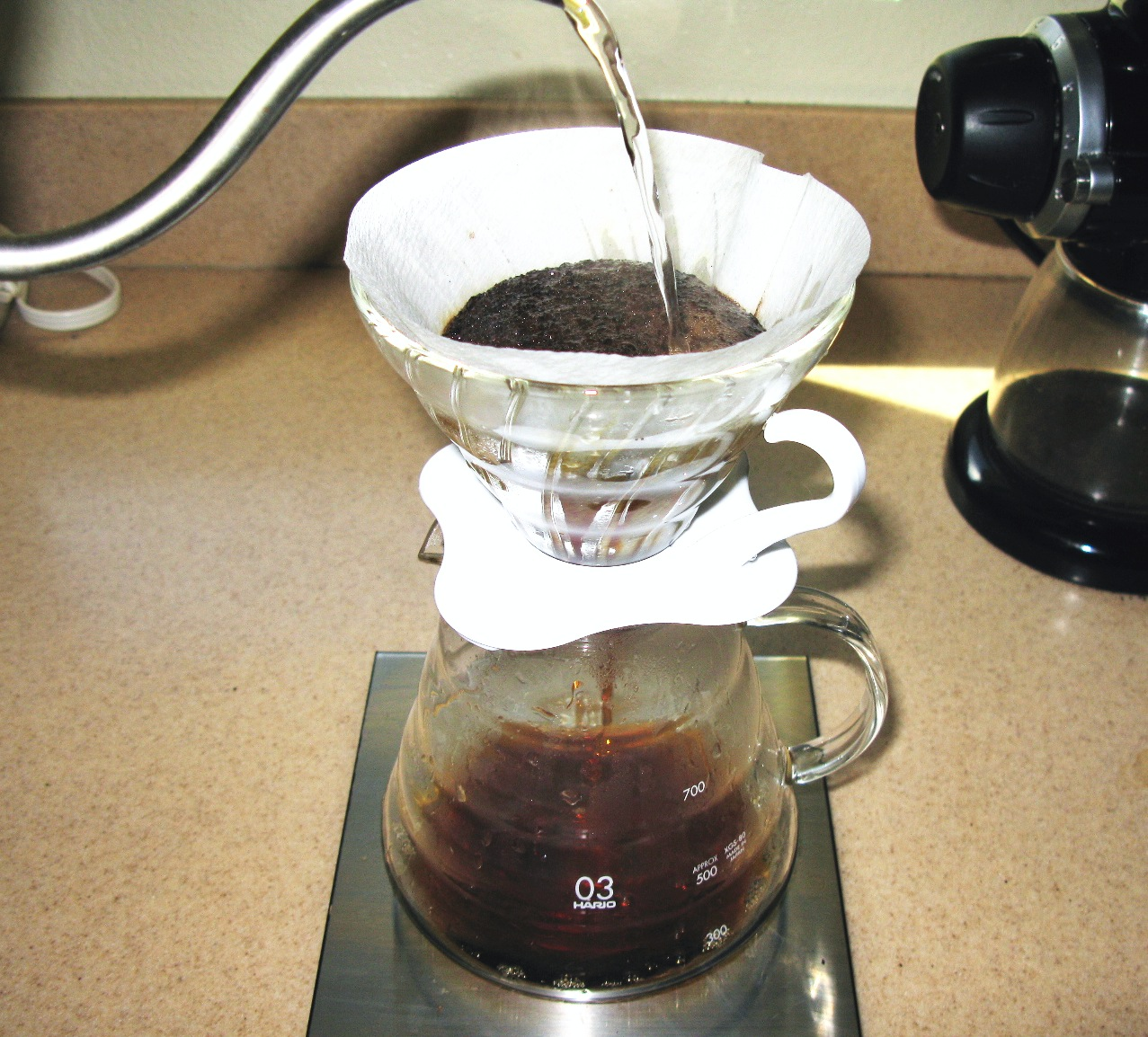

مصطلح التخلّل أو التوشيح أو التطعيم (بالإنجليزية: Percolation) يستخدم مصادف بكثرة في الفيزياء والكيمياء، وبشكل خاص في علوم المواد الهندسية. وهو يعني حركة وارتشاح الموائع خلال المواد المسامية. تتضمن بعض الأمثلة حركة المذيبات عبر ورقة ترضيح (الاستشراب) وحركة المواد النفطية خلال الصخور. كمثال عن التشابه الكهربي يمكننا أن نذكر جريان الكهرباء خلال شبكات المقاومة العشوائية.
خلال العقود الثلاث الأخيرة قامت نظرية التخلل ، وهي نموذج رياضي مطوَّر عن هذا المفهوم، بجلب فهم جديد وتقنيات أكثر لمجال واسع من الموضوعات في الفيزياء وعلم المواد بالإضافة إلى الجغرافية.
تتضمن بعض التطبيقات مثلاً تخلل القهوة، عندما يكون المذيب هو الماء والمادة المخترَقَة هي حبيبات القهوة المطحونة بينما المكونات القابلة للذوبان هي العناصر الكيميائية التي تعطي للقهوة لونها ومذاقها ورائحتها الفواحة.

## اقرأ أيضا
- انتشار
- تشويب
- تقنية أغشية